# Leandro Messineo
Leandro Messineo (Olavarría, Buenos Aires, 13 de septiembre de 1979) es un ciclista argentino. Luego de representar a los equipos Tres de Febrero-Friosur y Agrupación Ramón Carrillo en competencias locales, pasó a profesionales con el San Luis Somos Todos en 2012. Además representó a la selección argentina de ciclismo en pruebas internacionales.

## Trayectoria
En 2010 subió al podio en el campeonato argentino contrarreloj (3.º) y en ruta (2.º), además con la selección argentina ganó una etapa de la Vuelta a Ecuador y fue líder de la carrera durante una etapa.
En enero de 2011, triunfó en la 5.ª etapa del Tour de San Luis, en el Mirador del Sol y posteriormente se consagró campeón argentino contrarreloj. En mayo obtuvo su máximo lauro cuando ganó la medalla de oro en el Campeonato Panamericano de Ciclismo en Ruta, disputados en Medellín, en la prueba contrarreloj individual. De esa manera se aseguró su participación en los Juegos Panamericanos a disputarse en Guadalajara, México.
En 2012 debutaría como profesional en el equipo argentino de Categoría Continental, San Luis Somos Todos, pero el 5 de enero, tuvo una caída en la cual se fracturó el fémur

## Palmarés
2008
- Vuelta Aniversario de Cipolletti

2009
- Patagones - Viedma
- Vuelta a la Manzana
- GP Cicles Cader

2010
- GP Cicles Cader
- Vuelta a Lavalle, más 1 etapa
- 1 etapa de la Vuelta a Ecuador

2011
- 1 etapa del Tour de San Luis
- Doble Bradado, más 1 etapa
- Campeonato de Argentina Contrarreloj
- Campeonato Panamericano Contrarreloj

2012
- 1 etapa de la Vuelta a Bolivia

2013
- 3.º en el Campeonato Panamericano Contrarreloj
- Campeonato de Argentina Contrarreloj

2023
- 1 etapa del Giro del Sol San Juan